# Itayan
『Itayan』（イタヤン）は、2008年7月27日から同年9月28日まで中京テレビで放送された情報番組。全9回。放送時間は毎週日曜 16:30 - 16:55 (JST) 。

## 概要
『おめざめワイド』の週末号的なポジションの番組として企画されたもので、同番組のキャスターを務めていた板谷学と中京テレビのアナウンサーたちが出演していた。『おめざめワイド』では板谷が中心になって番組を進行させていたが、この番組では中京テレビのアナウンサーたちが番組を盛り上げていた。
内容は北京オリンピックに関する情報の伝達や、『ズームイン!!SUPER』の見所の徹底紹介などが中心だった。また、「ここだけ芸能情報」というコーナーも内包していた。次枠の番組『SPORTS STADIUM』とステブレレスで接続していた関係から、この番組が放送されている間は『SPORTS STADIUM』の放送時間が5分早まり、16:55からのフライングスタートへと移行していた。番組の終了後は再び17:00からのスタートに戻っている。
なお、『Itayan』と題してのレギュラー放送は7月27日からだったが、それ以前の7月6日から同時間帯で板谷のキャスター復帰を報じる特番『朝の顔“板谷学”復活プロジェクト!』が3週にわたって放送されていた。初回のみ15:00 - 15:57の1時間枠で放送された。

## 備考
- 基本的に中京テレビの関係者のみが出演していたが、初回の7月27日放送分のみ当時日本テレビのアナウンサーだった羽鳥慎一をゲストに迎えていた[1]。
- 番組タイトルは板谷のニックネームに由来するが、本多小百合が出演した9月7日放送分のみ本多のニックネーム『Sayurin』に変更されたことがある[2]。ただし、番組表上では変更されずにそのまま『Itayan』と掲載されていた。